# Forêt classée de Samba Dia
Die Forêt classée de Samba Dia ist seit 1936 ein geschützter Küstenwald Senegals und seit 1979 unter dem Namen Samba Dia ein UNESCO-Biosphärenreservat am Nordrand des Saloum-Deltas. Der Wald liegt in der Gemeinde Fimela des Départements Fatick.
Der Wald liegt zwischen Joal-Fadiouth und dem Hauptort Fimela östlich des Dorfes Samba Dia, von dem er seinen Namen hat, und nimmt eine geschützte Fläche von 7,56 km² ein. Damit bildet er das weitaus kleinste Biosphärenreservat Senegals.
Der Schutzstatus soll der Erhaltung eines der besten noch erhaltenen Bestände der einst weit verbreiteten Äthiopische Palmyrapalme (Borassus aethiopum) dienen, die hier mit etwa zwanzig anderen Arten wie Acacia seyal, Combretum glutinosum und Anogeissus leiocarpa vergesellschaftet ist. Da die Palmyrapalme vielseitig verwendbar ist, der Palmenwald für die Bedürfnisse der Landbevölkerung jedoch bei weitem nicht ausreicht, dient das Biosphärenprogramm dazu, der bisherigen Übernutzung entgegenzuwirken, den Wald wiederherzustellen und die Artenvielfalt zu schützen.